# Barbara Jezeršek
Barbara Jezeršek (* 31. Oktober 1986 in Kranj) ist eine ehemalige australisch-slowenische Skilangläuferin.

## Werdegang
Jezeršek nahm von 2002 bis 2019 an Wettbewerben der Fédération Internationale de Ski teil. Ab 2006 trat sie im Skilanglauf-Weltcup und beim Alpencup an, den sie 2012 mit dem fünften Platz in der Gesamtwertung beendete. Ihr erstes von insgesamt 101 Weltcuprennen lief sie im Januar 2006 in Oberstdorf, welches sie aber nicht beendete. Die Tour de Ski 2007/08 schloss sie mit dem 42. Platz in der Gesamtwertung ab. Ihre beste Platzierung bei den nordischen Skiweltmeisterschaften 2009 in Liberec war der 43. Rang im 30-km-Massenstartrennen. Bei den Olympischen Winterspielen 2010 in Vancouver erreichte sie den 40. Platz über 10 km Freistil, den 17. Rang im 15-km-Verfolgungsrennen und den 14. Platz mit der Staffel. Ihre ersten Weltcuppunkte holte sie bei der Tour de Ski 2010/11. Ihre besten Resultate bei den nordischen Skiweltmeisterschaften 2011 in Oslo waren der 20. Platz im 15-km-Verfolgungsrennen und der siebte Rang im Teamsprint. Bei der Tour de Ski 2011/12 belegte sie den 35. Platz in der Gesamtwertung. Ihre besten Ergebnisse bei den nordischen Skiweltmeisterschaften 2013 im Val di Fiemme waren der 40. Platz im 15-km-Skiathlon und der 14. Platz mit der Staffel. Die Tour de Ski 2013/14 beendete sie auf den 29. Rang. Ihre besten Ergebnisse bei den Olympischen Winterspielen 2014 in Sotschi waren der 19. Rang im 15-km-Skiathlon und der 11. Platz mit der Staffel. Im Sommer 2015 gewann sie beim Australia/New-Zealand-Cup 2015 vier Rennen und erreichte damit auch den ersten Platz in der Cup-Gesamtwertung.
Ab November 2016 startete Jezeršek unter australischer Flagge. Ihre besten Platzierungen bei den nordischen Skiweltmeisterschaften 2017 in Lahti waren der 24. Platz im Skiathlon und der 15. Rang mit der Staffel. Im Sommer 2017 gewann sie wie zwei Jahre zuvor mit vier Siege die Gesamtwertung des Australia/New-Zealand-Cups. Dabei siegte sie im August 2017 beim Kangaroo Hoppet über 42 km Freistil. Im folgenden Jahr siegte sie erneut beim Kangaroo Hoppet. Bei den Olympischen Winterspielen 2018 in Pyeongchang belegte sie den 39. Platz im Skiathlon, den 33. Rang über 10 km Freistil und den 12. Platz zusammen mit Jessica Yeaton im Teamsprint. Letztmals international startete sie bei den nordischen Skiweltmeisterschaften 2019 in Seefeld in Tirol und kam dort auf den 69. Platz im Sprint sowie auf den 47. Rang im 30-km-Massenstartrennen.

## Teilnahmen an Weltmeisterschaften und Olympischen Winterspielen

### Olympische Spiele
- 2010 Vancouver: 14. Platz Staffel, 17. Platz 15 km Verfolgung, 40. Platz 10 km Freistil
- 2014 Sotschi: 11. Platz Staffel, 19. Platz 15 km Skiathlon, 31. Platz 30 km Freistil Massenstart, 41. Platz 10 km klassisch
- 2018 Pyeongchang: 12. Platz Teamsprint Freistil, 33. Platz 10 km Freistil, 39. Platz 30 km Skiathlon

### Nordische Skiweltmeisterschaften
- 2009 Liberec: 43. Platz 30 km Freistil Massenstart, 48. Platz 15 km Verfolgung, 65. Platz Sprint Freistil
- 2011 Oslo: 7. Platz Staffel, 20. Platz 15 km Verfolgung, 22. Platz 30 km Freistil Massenstart
- 2013 Val di Fiemme: 14. Platz Staffel, 40. Platz 15 km Skiathlon, 44. Platz 10 km Freistil
- 2017 Lahti: 15. Platz Staffel, 24. Platz 15 km Skiathlon, 35. Platz 30 km Freistil Massenstart, 46. Platz Sprint Freistil, 51. Platz 10 km klassisch
- 2019 Seefeld in Tirol: 47. Platz 30 km Freistil Massenstart, 69. Platz Sprint Freistil

## Platzierungen im Weltcup

### Weltcup-Statistik
Die Tabelle zeigt die erreichten Platzierungen im Einzelnen.
- 1.–3. Platz: Anzahl der Podiumsplatzierungen
- Top 10: Anzahl der Platzierungen unter den ersten zehn
- Punkteränge: Anzahl der Platzierungen innerhalb der Punkteränge
- Starts: Anzahl gelaufener Rennen in der jeweiligen Disziplin
- Hinweis: Bei den Distanzrennen erfolgt die Einordnung gemäß FIS.

| Platzierung         | Distanzrennen a | Distanzrennen a | Distanzrennen a | Distanzrennen a | Distanzrennen a | Skiathlon Verfolgung | Sprint | Etappen- rennen b | Gesamt | Team   | Team    |
| Platzierung         | ≤ 5 km          | ≤ 10 km         | ≤ 15 km         | ≤ 30 km         | > 30 km         | Skiathlon Verfolgung | Sprint | Etappen- rennen b | Gesamt | Sprint | Staffel |
| ------------------- | --------------- | --------------- | --------------- | --------------- | --------------- | -------------------- | ------ | ----------------- | ------ | ------ | ------- |
| 1. Platz            |                 |                 |                 |                 |                 |                      |        |                   |        |        |         |
| 2. Platz            |                 |                 |                 |                 |                 |                      |        |                   |        |        |         |
| 3. Platz            |                 |                 |                 |                 |                 |                      |        |                   |        |        |         |
| Top 10              |                 |                 |                 |                 |                 |                      |        |                   |        | 1      | 3       |
| Punkteränge         | 2               | 5               | 1               |                 |                 | 8                    | 2      | 1                 | 19     | 4      | 8       |
| Starts              | 12              | 27              | 6               | 1               |                 | 25                   | 28     | 7                 | 106    | 4      | 8       |
| Stand: Karriereende |                 |                 |                 |                 |                 |                      |        |                   |        |        |         |

### Weltcup-Gesamtplatzierungen
| Saison  | Gesamt | Gesamt | Distanz | Distanz | Sprint | Sprint |
| Saison  | Punkte | Platz  | Punkte  | Platz   | Punkte | Platz  |
| ------- | ------ | ------ | ------- | ------- | ------ | ------ |
| 2010/11 | 30     | 74.    | 26      | 53.     | 4      | 81.    |
| 2011/12 | 42     | 68.    | 41      | 48.     | 1      | 80.    |
| 2012/13 | 33     | 77.    | 33      | 54.     | -      | -      |
| 2013/14 | 40     | 75.    | 32      | 53.     | -      | -      |

## Siege bei Continental-Cup-Rennen
| Nr. | Datum             | Ort             | Disziplin            | Serie                     |
| --- | ----------------- | --------------- | -------------------- | ------------------------- |
| 1.  | 11. Dezember 2010 | Alta Badia      | 10 km klassisch      | Alpencup                  |
| 2.  | 12. Dezember 2010 | Alta Badia      | 10 km Freistil Mst.  | Alpencup                  |
| 3.  | 11. März 2012     | Rogla           | 15 km klassisch Mst. | Alpencup                  |
| 4.  | 30. März 2013     | Pale            | 5 km Freistil        | Balkan Cup                |
| 5.  | 31. März 2013     | Pale            | 5 km Freistil        | Balkan Cup                |
| 6.  | 3. August 2014    | Perisher Valley | 5 km Freistil        | Australia/New Zealand Cup |
| 7.  | 25. Juli 2015     | Perisher Valley | Sprint Freistil      | Australia/New Zealand Cup |
| 8.  | 26. Juli 2015     | Perisher Valley | 5 km klassisch       | Australia/New Zealand Cup |
| 9.  | 16. August 2015   | Falls Creek     | 10 km Freistil       | Australia/New Zealand Cup |
| 10. | 30. August 2015   | Snow Farm       | 5 km Freistil        | Australia/New Zealand Cup |
| 11. | 22. Juli 2017     | Perisher Valley | Sprint Freistil      | Australia/New Zealand Cup |
| 12. | 19. August 2017   | Falls Creek     | Sprint klassisch     | Australia/New Zealand Cup |
| 13. | 20. August 2017   | Falls Creek     | 10 km Freistil       | Australia/New Zealand Cup |
| 14. | 26. August 2017   | Falls Creek     | 42 km Freistil 1     | Australia/New Zealand Cup |
| 15. | 22. Juli 2018     | Perisher Valley | 10 km Freistil       | Australia/New Zealand Cup |
| 16. | 25. August 2018   | Falls Creek     | 42 km Freistil 1     | Australia/New Zealand Cup |